# Salanx ariakensis
Salanx ariakensis är en fiskart som beskrevs av Kamakiche Kishinouye 1902. Salanx ariakensis ingår i släktet Salanx och familjen Salangidae. Inga underarter finns listade i Catalogue of Life.